# Fußball-Bundesliga/Rekorde/SpVgg Greuther Fürth

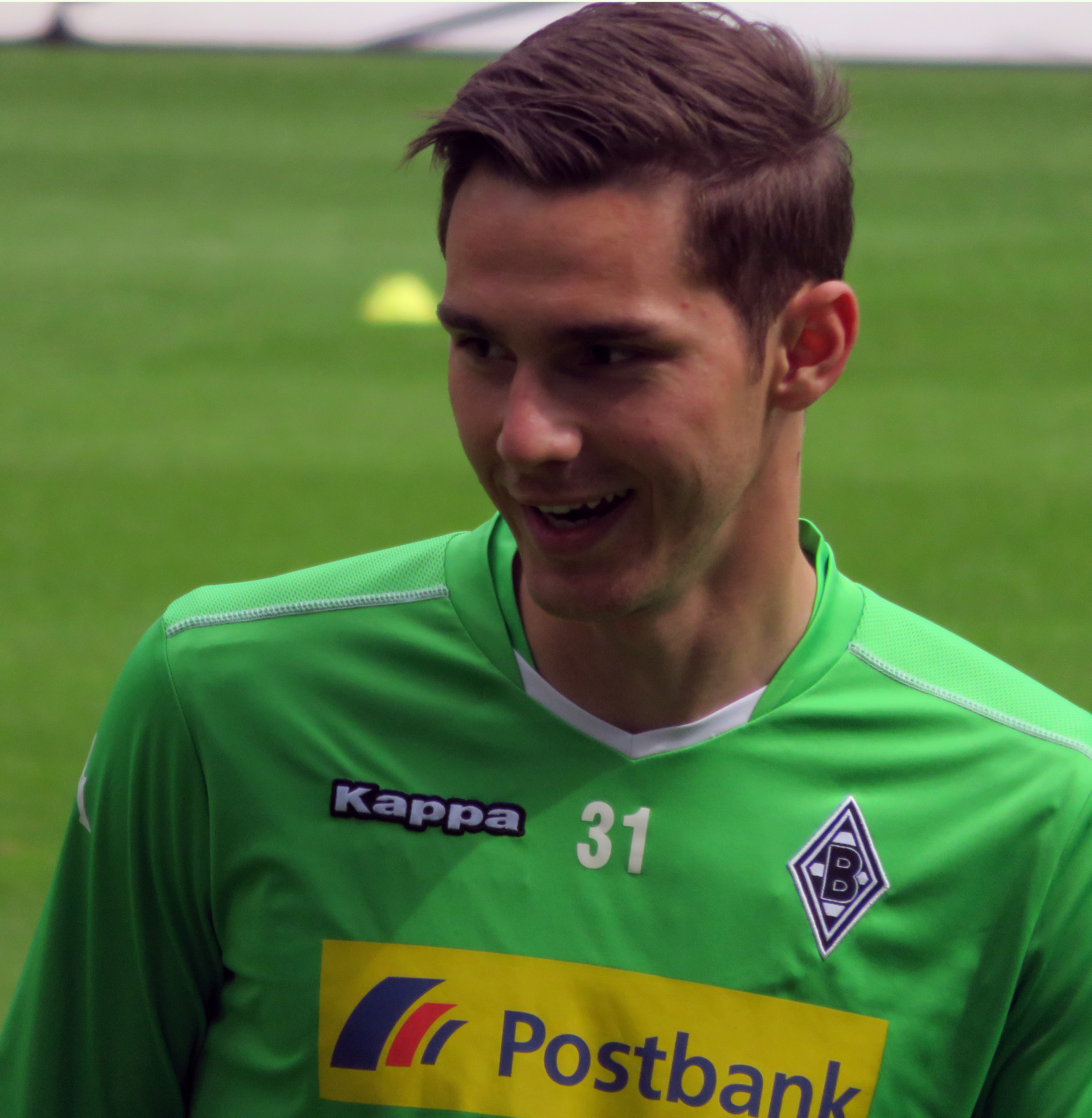
Branimir Hrgota (Rekordspieler mit 34 Einsätzen und Rekordtorschütze mit 8 Toren)

Dieser Artikel listet die vereinsspezifischen Rekorde der SpVgg Greuther Fürth auf, die mit Bezug auf die Zugehörigkeit zur deutschen Fußball-Bundesliga gehalten werden.
Der Verein ist derzeit kein Bundesligist (Stand: Saison 2024/25).

## Vorbemerkung
Es besteht eine Unterteilung zwischen Positiv- und Negativrekorden sowie vereinsinternen Bestmarken. Weitere Rekorde, die dem Verein nicht zuzuordnen sind, werden im Hauptartikel unter „Allgemein“ gelistet. Dort bestehen zudem die Rubriken „Trainerspezifische Rekorde“, „Schiedsrichterspezifische Rekorde“ sowie „Sonstige Rekorde“. Es besteht außerdem die Möglichkeit „In nächster Zeit möglicherweise fallende Bestmarken“ im unteren Bereich der Hauptseite festzuhalten, bzw. die neuen Rekorde an die passenden Stellen einzusortieren. Wenn möglich, wird zu einem Positivrekord auch der Negativrekord als Gegenstück gelistet (und andersrum). Die Liste erhebt keinen Anspruch auf Vollständigkeit.

## SpVgg Greuther Fürth
Aktuelle Platzierung in der Ewigen Tabelle der Fußball-Bundesliga: Platz 51 von 58 (Stand: 34. Spieltag 2024/25).

## Negativrekorde
- Nach 23 (saisonübergreifenden) Heimspielen ohne Sieg (Bundesliga-Negativrekord) gewann die SpVgg Greuther Fürth am 15. Spieltag der Saison 2021/22 mit 1:0 gegen Union Berlin erstmals in der Bundesliga im eigenen Stadion.[1] Seine Premierensaison absolvierte der Verein 2012/13.
- meiste Niederlagen in Folge: 12 (3.–14. Spieltag 2021/22)[2]
- Trainer mit den meisten Niederlagen in Folge: 12 (Stefan Leitl, Stand: Saisonende 2023/24)[3]
- gesamte Saison ohne Sieg mit mindestens zwei Toren Differenz (2021/22, gemeinsam mit dem VfB Leipzig (1993/94), dem VfL Bochum (2009/10) und dem FC Augsburg (2022/23))[4]
- wenigste Punkte nach 9 Spieltagen: 1 (2021/22; gemeinsam mit dem 1. FC Saarbrücken, 1963/64 und dem VfL Bochum 2024/25, Stand: 9. Spieltag 2024/25)[5]
- wenigste Punkte nach 10 Spieltagen: 1 (2021/22; gemeinsam mit dem 1. FC Saarbrücken, 1963/64, Stand: 11. Spieltag 2024/25)[6][7]
- wenigste Punkte nach 11 Spieltagen: 1 (2021/22, Stand: 11. Spieltag 2024/25)[6]
- wenigste Punkte nach 12 Spieltagen: 1 (2021/22, Stand: 12. Spieltag 2024/25)[8]
- wenigste Punkte nach 13 Spieltagen: 1 (2021/22, Stand: 13. Spieltag 2024/25)[9]

## Vereinsintern
- Rekordspieler: Branimir Hrgota (34 Einsätze)[10]
- Rekordtorhüter (je 17 Einsätze)[11]:
  - Max Grün
  - Wolfgang Hesl
- Rekordtorschütze: Branimir Hrgota (8 Tore)[12]
- höchste Niederlage: 1:7 (auswärts bei Bayer Leverkusen)
- Trainer mit den meisten Siegen: Stefan Leitl (3, Stand 28. Spieltag 2022/23)[13]